# Nephrotoma aculeata
Nephrotoma aculeata är en tvåvingeart som först beskrevs av Friedrich Hermann Loew 1871.  Nephrotoma aculeata ingår i släktet Nephrotoma och familjen storharkrankar. Arten är reproducerande i Sverige. Inga underarter finns listade i Catalogue of Life.